# الكريف (حبيش)

تعديل مصدري - تعديل

الكريف محلة تابعة لقرية المحدادة، التابعة لعزلة الناحية بمديرية حبيش إحدى مديريات محافظة إب في الجمهورية اليمنية، بلغ تعداد سكانها 99 حسب تعداد اليمن لعام 2004.